# 勒非副克奈氏魚
勒非副克奈氏魚為輻鰭魚綱鼠鱚目尼羅魚科的其中一種，分布於非洲剛果民主共和國的Lufira河流域，體長可達8.3公分。